# Trong Hieu
Nguyễn Trọng Hiếu (né le 4 juillet 1992 à Bad Kissingen) est un chanteur allemand d'origine vietnamienne.

## Biographie
Les parents de Nguyen s'installent en Allemagne avec sa sœur née au Vietnam en 1991 ; un an plus tard, il naît à Bad Kissingen. La famille vit d'abord dans un logement pour réfugiés à Münnerstadt jusqu'en 1999 et, après avoir obtenu un permis de travail, déménage à Bad Kissingen, où les parents tiennent un snack-bar asiatique. Au début des années 2000, une expulsion est empêchée à l'aide d'une pétition de citoyens de Bad Kissingen. En 2007, il reçoit un permis de séjour illimité. En 2011, il obtient l'abitur au Jack-Steinberger-Gymnasium. Il suit une formation de chanteur au Music College de Hanovre.
Il se met à la danse à huit ans et remporte de nombreux concours de danse et devient vice-champion d'Allemagne en 2011 et champion d'Allemagne et d'Europe en 2012 de Dance4Fans. En 2008, il postule pour la cinquième saison de Deutschland sucht den Superstar et s'arrête dans le top 25, avant de participer aux émissions.
Lors d'un voyage de vacances au Vietnam en avril 2015, il découvre le casting de la sixième saison de Vietnam Idol. Il postule, est accepté et atteint la finale en août. Il reçoit le surnom de "German Hot Boy". Avec 71,5 % des appelants, il s'impose en finale face à la chanteuse Bích Ngọc. Sa chanson vietnamienne gagnante Con đường tôi est publiée dans une version allemande (Wie ich bin) à l'automne 2015.
Nguyen vit alternativement au Vietnam et à Berlin.
En 2020, Nguyen représente le Vietnam à l'Asia Song Festival.
Après cinq candidatures infructueuses à la sélection de l'Allemagne au Concours Eurovision de la chanson, il se qualifie pour la finale 2023 Unser Lied für Liverpool . Sa chanson Dare to Be Different est écrite par lui, Elsie Bay, Sasha Rangas et Stefan van Leijsen. Il prend la quatrième place de la finale en mars 2023.